# Ideoblothrus papillon
Ideoblothrus papillon är en spindeldjursart som beskrevs av Harvey 1991. Ideoblothrus papillon ingår i släktet Ideoblothrus och familjen spinnklokrypare. Inga underarter finns listade i Catalogue of Life.